# Liste der Biografien/Mond
Liste der Biografien |
Portal Biografien |
Personensuche
# |
A |
B |
C |
D |
E |
F |
G |
H |
I |
J |
K |
L |
M |
N |
O |
P |
Q |
R |
S |
T |
U |
V |
W |
X |
Y |
Z |
?
 
Ma |
Mb |
Mc |
Md |
Me |
Mf |
Mg |
Mh |
Mi |
Mj |
Mk |
Ml |
Mm |
Mn |
Mo |
Mp |
Mq |
Mr |
Ms |
Mt |
Mu |
Mv |
Mw |
Mx |
My |
Mz
 
Moa |
Mob |
Moc |
Mod |
Moe |
Mof |
Mog |
Moh |
Moi |
Moj |
Mok |
Mol |
Mom |
Mon |
Moo |
Mop |
Moq |
Mor |
Mos |
Mot |
Mou |
Mov |
Mow |
Mox |
Moy |
Moz
 
Mona |
Monb |
Monc |
Mond |
Mone |
Monf |
Mong |
Monh |
Moni |
Monj |
Monk |
Monl |
Monm |
Monn |
Mono |
Monr |
Mons |
Mont |
Monu |
Monv |
Mony |
Monz
Die Liste der Biografien führt alle Personen auf, die in der deutschsprachigen Wikipedia einen Artikel haben. Dieses ist eine Teilliste mit 121 Einträgen von Personen, deren Namen mit den Buchstaben „Mond“ beginnt.

## Mond
- Mond, Alfred, 1. Baron Melchett (1868–1930), britischer Industrieller und Politiker
- Mond, Friedhelm van den (* 1932), deutscher Ingenieur und Politiker (SPD), Oberbürgermeister von Oberhausen
- Mond, Henry, 2. Baron Melchett (1898–1949), britischer Industrieller und Politiker
- Mond, Kellen (* 1999), US-amerikanischer American-Football-Spieler
- Mond, Ludwig (1839–1909), deutsch-britischer Chemiker und Industrieller
- Mond, Peter, 4. Baron Melchett (1948–2018), britischer Peer und Politiker der Labour Party
- Mond, Robert Ludwig (1867–1938), britischer Chemiker und Archäologe
- Mond, Rudolf (1894–1960), deutscher Physiologe und Hochschullehrer

### Monda
- Monda, Antonio (* 1962), italienischer Journalist, Drehbuchautor und Filmregisseur
- Mondaca, Orlando (* 1961), chilenischer Fußballspieler
- Mondada, Lorenza (* 1963), Schweizer Hochschullehrerin und Linguistin
- Mondadori, Arnoldo (1889–1971), italienischer Verleger
- Mondaini, Sandra (1931–2010), italienische Schauspielerin und Fernsehmoderatorin
- Mondal, Anshuman (* 1972), britischer Sozialwissenschaftler
- Mondal, Deepak (* 1979), indischer Fußballspieler
- Mondal, Lata (* 1993), bangladeschische Cricketspielerin
- Mondal, Sonnet (* 1990), indischer Autor
- Mondale, Eleanor (1960–2011), US-amerikanische Radio- und Fernsehmoderatorin und Schauspielerin
- Mondale, Joan (1930–2014), US-amerikanische Kunstbeauftragte, Gattin des US-Vizepräsidenten Walter Mondale
- Mondale, Walter (1928–2021), US-amerikanischer Politiker, 42. Vizepräsident der USAWalter Mondale (1928–2021)

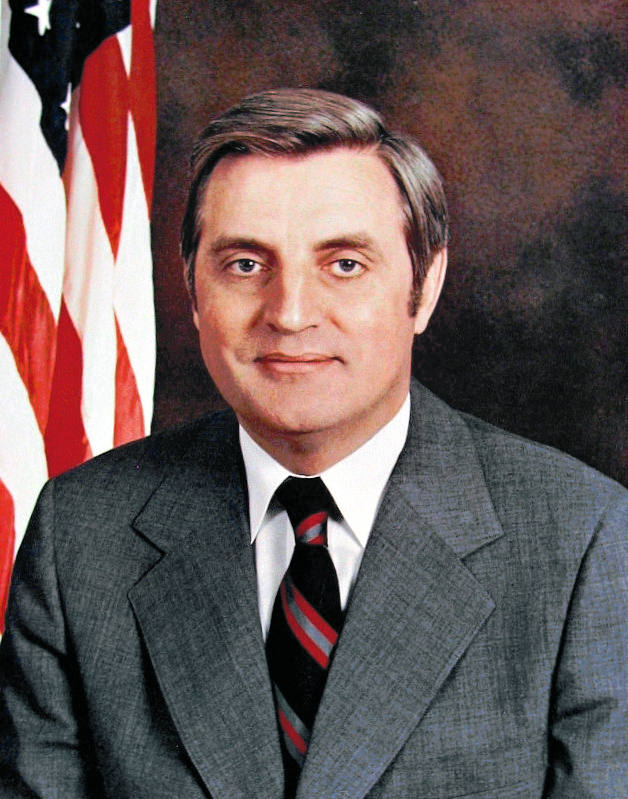
Walter Mondale (1928–2021)

- Mondalmi (1910–1969), australische Aktivistin und Matriarchin der Aborigines
- Mondavi, Robert (1913–2008), US-amerikanischer Unternehmer, Pionier des amerikanischen Weinbaus
- Monday Michiru (* 1963), japanisch-US-amerikanische Sängerin, Liedermacherin und Schauspielerin
- Monday, Gift (* 2001), nigerianische Fußballspielerin
- Monday, Horace R. (1907–1996), gambischer Politiker
- Monday, Horace R. (1933–1991), gambischer Zentralbankchef und Diplomat
- Monday, Johannus (* 2002), britischer Tennisspieler
- Monday, Kenneth (* 1961), US-amerikanischer Ringer

### Monde
- Mondejar, Nicolas (1924–2019), philippinischer Geistlicher, römisch-katholischer Bischof von San Carlos
- Mondel, Friedrich von (1821–1886), österreichischer General
- Möndel, Sibylle (* 1959), deutsche Malerin
- Mondell, Franklin Wheeler (1860–1939), US-amerikanischer Politiker
- Mondella, Galeazzo (* 1467), Goldschmied und Medailleur der Renaissance
- Mondelli, Emilio (1914–1993), argentinischer Wirtschaftsmanager und Politiker
- Mondelli, Filippo (1994–2021), italienischer Ruderer
- Mondellini, Rino (1908–1974), italienischer Filmarchitekt beim französischen Film
- Mondello, Daniele, sizilianischer DJ
- Mondello, Toots (1911–1992), US-amerikanischer Jazzmusiker
- Mondello, Vittorio Luigi (* 1937), italienischer Geistlicher und emeritierter Erzbischof von Reggio Calabria-Bova
- Mondelo, Josu (* 1981), spanischer Radrennfahrer
- Monden, Bruno (1900–1980), deutscher Filmarchitekt
- Monden, Christina (1939–1961), deutsche Schauspielerin
- Monden, Herbert (1888–1952), deutscher Metallurge und Stahlwerksmanager
- Monden, Hugo (* 1936), belgischer Pianist
- Monder, Ben (* 1962), US-amerikanischer Jazzmusiker (Gitarre, Komposition)
- Monderman, Hans (1945–2008), niederländischer Verkehrsplaner
- Mondésert, Michel (1916–2009), französischer Geistlicher, Weihbischof in Grenoble-Vienne
- Mondesir, Mark (* 1964), britischer Schlagzeuger
- Mondesir, Michael (* 1966), britischer Jazz-Bassgitarrist und Komponist
- Mondésir, Nérilia (* 1999), haitianische Fußballspielerin
- Mondestin, Sadraq, Fußballspieler (Turks- und Caicosinseln)
- Mondet, Albert (* 1898), Schweizer Wasserballspieler
- Mondet, Louis Ferdinand (1748–1819), österreichischer Feldmarschallleutnant

### Mondi
- Mondi, Bruno (1903–1991), deutscher Kameramann
- Mondielli, Jean (1882–1955), französischer Säbelfechter
- Mondière, Anne-Sophie (* 1979), französische Judoka
- Mondin, Pep (1928–1989), Schweizer Grafiker, Designer, Maler, Zeichner und Bildhauer
- Mondinelli, Silvio (* 1958), italienischer BergsteigerSilvio Mondinelli (* 1958)

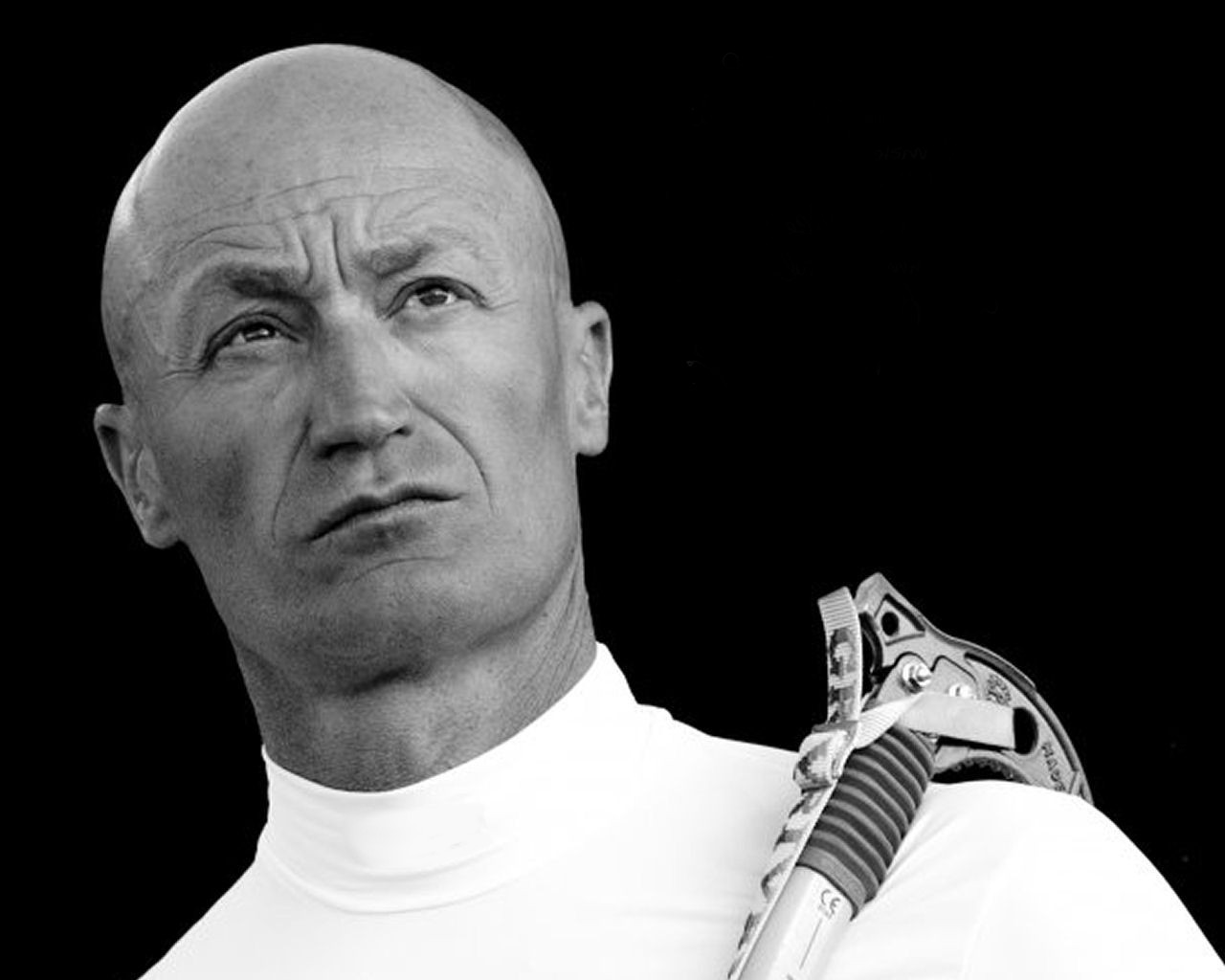
Silvio Mondinelli (* 1958)

- Mondini, Franco (1935–2019), italienischer Jazzmusiker und Journalist
- Mondini, Giorgio (* 1980), Schweizer Automobilrennfahrer
- Mondini, Giuseppe (1631–1718), italienischer Musikinstrumentenbauer
- Mondini, Paolo (* 1953), italienischer Autorennfahrer
- Mondino dei Luzzi († 1326), italienischer Anatom
- Mondino, Diana (* 1958), argentinische libertäre Ökonomin und Politikerin
- Mondino, Jean-Baptiste (* 1949), französischer Fotograf, Grafiker und Videoregisseur
- Mondino, Tomás (* 2005), argentinischer Sprinter

### Mondk
- Mondkopf (* 1986), französischer Elektromusiker und Musikproduzent

### Mondl
- Mondl, Walter (1923–2004), österreichischer Beamter und Politiker (SPÖ), Landtagsabgeordneter, Abgeordneter zum Nationalrat
- Mondlak, Drori (* 1958), amerikanischer Jazzmusiker (Schlagzeug)
- Mondlane, Eduardo (1920–1969), mosambikanischer Politiker, Präsident der Mosambikanischen BefreiungsfrontEduardo Mondlane (1920–1969)

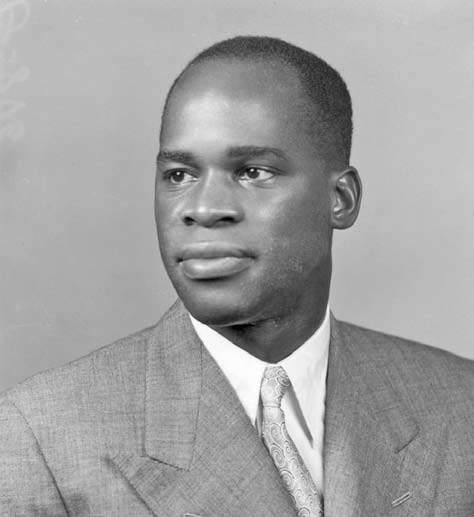
Eduardo Mondlane (1920–1969)

- Mondlane, Janet (* 1935), mosambikanische Politikerin (FRELIMO) und Widerstandskämpferin
- Mondlane, Nyeleti (* 1962), mosambikanische Politikerin (FRELIMO) und stellvertretende Außenministerin
- Mondlane, Venâncio (* 1974), mosambikanischer Politiker
- Mondlicht, Jona (* 1969), deutscher Schriftsteller

### Mondo
- Mondo Marcio (* 1986), italienischer Rapper
- Mondo, Joel (* 1988), deutscher Basketballspieler
- Mondo, Nick (* 1980), US-amerikanischer Wrestler
- Mondolfi, Edgardo (1918–1999), venezolanischer Zoologe und Ökologe
- Mondolfo, Rodolfo (1877–1976), italienischer Philosoph und Philosophiehistoriker
- Mondon, Macsuzy (* 1950), Politikerin in den Seychellen
- Mondon, Raymond (1914–1970), französischer Politiker, Mitglied der Nationalversammlung
- Mondonico, Emiliano (1947–2018), italienischer Fußballspieler und -trainer
- Mondonville, Jean-Joseph Cassanéa de († 1772), französischer Violinist, Komponist und Intendant
- Mondor, Émilie (1981–2006), kanadische Langstreckenläuferin
- Mondor, Henri (1885–1962), französischer Chirurg und Literaturhistoriker
- Mondorf, Britta (* 1963), deutsche Anglistin
- Mondorf, Hans (1947–2022), deutscher Diplomat
- Mondory, Lloyd (* 1982), französischer Radrennfahrer
- Mondot, Jean-Claude (* 1952), luxemburgischer Maler
- Mondou, Pierre (* 1955), kanadischer Eishockeyspieler, -trainer und -scout

### Mondr
- Mondragón, Carmen (1893–1978), mexikanisches Modell, Muse, Malerin und Dichterin
- Mondragón, Cristóbal de (1514–1596), spanischer Armeeführer im Achtzigjährigen Krieg
- Mondragón, Faryd (* 1971), kolumbianischer Fußballtorhüter
- Mondragon, Joe (1920–1987), US-amerikanischer Bassist des Modern Jazz
- Mondragón, Marco (* 1995), mexikanischer Opernsänger
- Mondragón, Roberto (* 1940), US-amerikanischer Politiker
- Mondré, Aletta (* 1976), deutsche Politologin und Hochschullehrerin
- Mondrian, Piet (1872–1944), niederländischer MalerPiet Mondrian (1872–1944)

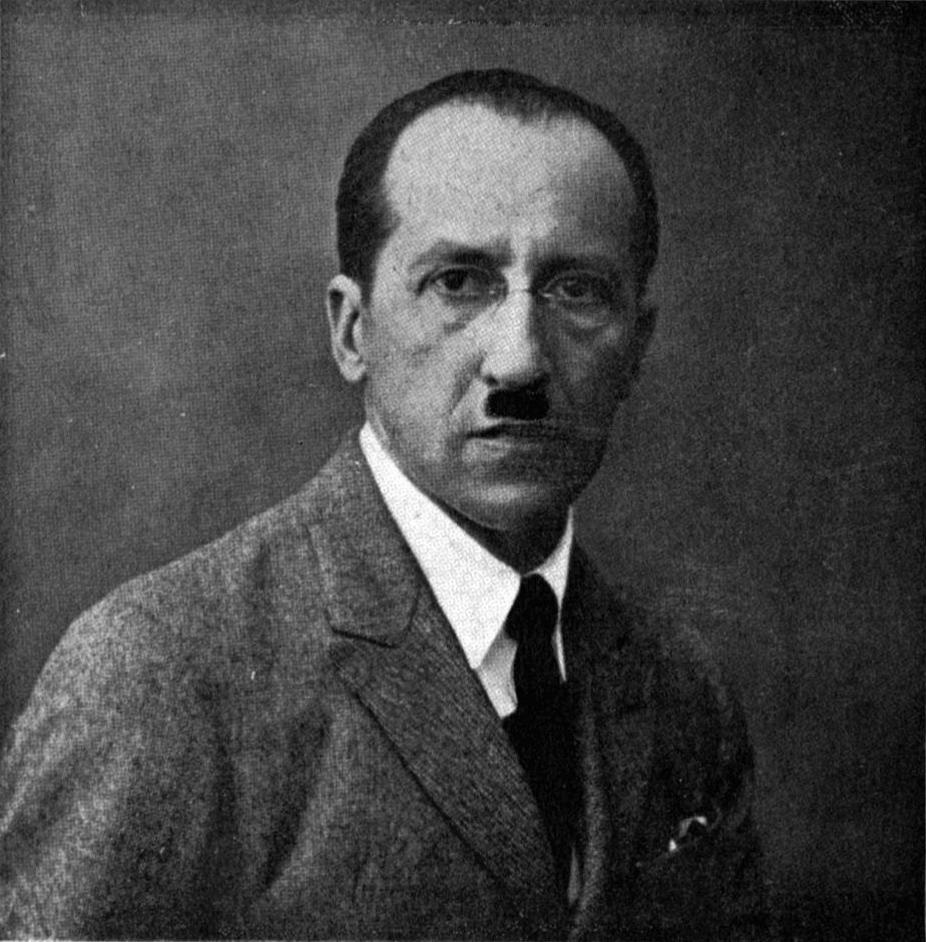
Piet Mondrian (1872–1944)

- Mondrup, Christian (* 1947), dänischer Musikpädagoge, Herausgeber und Komponist
- Mondrup, Iben (* 1969), dänische Schriftstellerin
- Mondrus, Larissa (* 1943), sowjetische bzw. deutsche Mezzosopranistin, Schlagersängerin und Songwriterin
- Mondry von Cellettes, heiliger Eremit
- Mondry, Babette (* 1966), Organistin
- Mondry, Barbara, Filmeditorin
- Mondry, Eberhard (1929–1998), deutscher Schauspieler und Synchronsprecher

### Monds
- Mondschein, Alban (* 1995), deutscher Schauspieler
- Mondschein, Helga (1933–2020), deutsche Religionspädagogin und Kinderbuchautorin
- Mondschein, Irving (1924–2015), US-amerikanischer Zehnkämpfer
- Mondschein, Johannes (1859–1909), deutscher Lehrer und Heimatforscher
- Mondschein, Kurt (1926–2009), deutscher Fußballspieler
- Mondshein, Andrew (* 1957), US-amerikanischer Filmeditor
- Mondsolewski, Georgi Grigorjewitsch (1934–2024), sowjetisch-belarussischer Volleyballspieler

### Mondt
- Mondt, Anke de (* 1979), belgische Basketballspielerin
- Mondt, Eugen (* 1888), deutscher Dichter und Zeitzeuge der Dachauer Bohème der 1920er Jahre
- Mondt, Nikolaus (* 1978), deutscher Eishockeyspieler und -funktionär
- Mondt, Richard (1873–1959), deutscher Komponist und Dichter
- Mondtag, Ersan (* 1987), deutscher Theaterregisseur und Performancekünstler

### Mondu
- Monduzzi, Dino (1922–2006), italienischer Kurienkardinal der römisch-katholischen Kirche

### Mondy
- Mondy, Nell I. (1921–2005), US-amerikanische Biochemikerin
- Mondy, Pierre (1925–2012), französischer Schauspieler und RegisseurPierre Mondy (1925–2012)

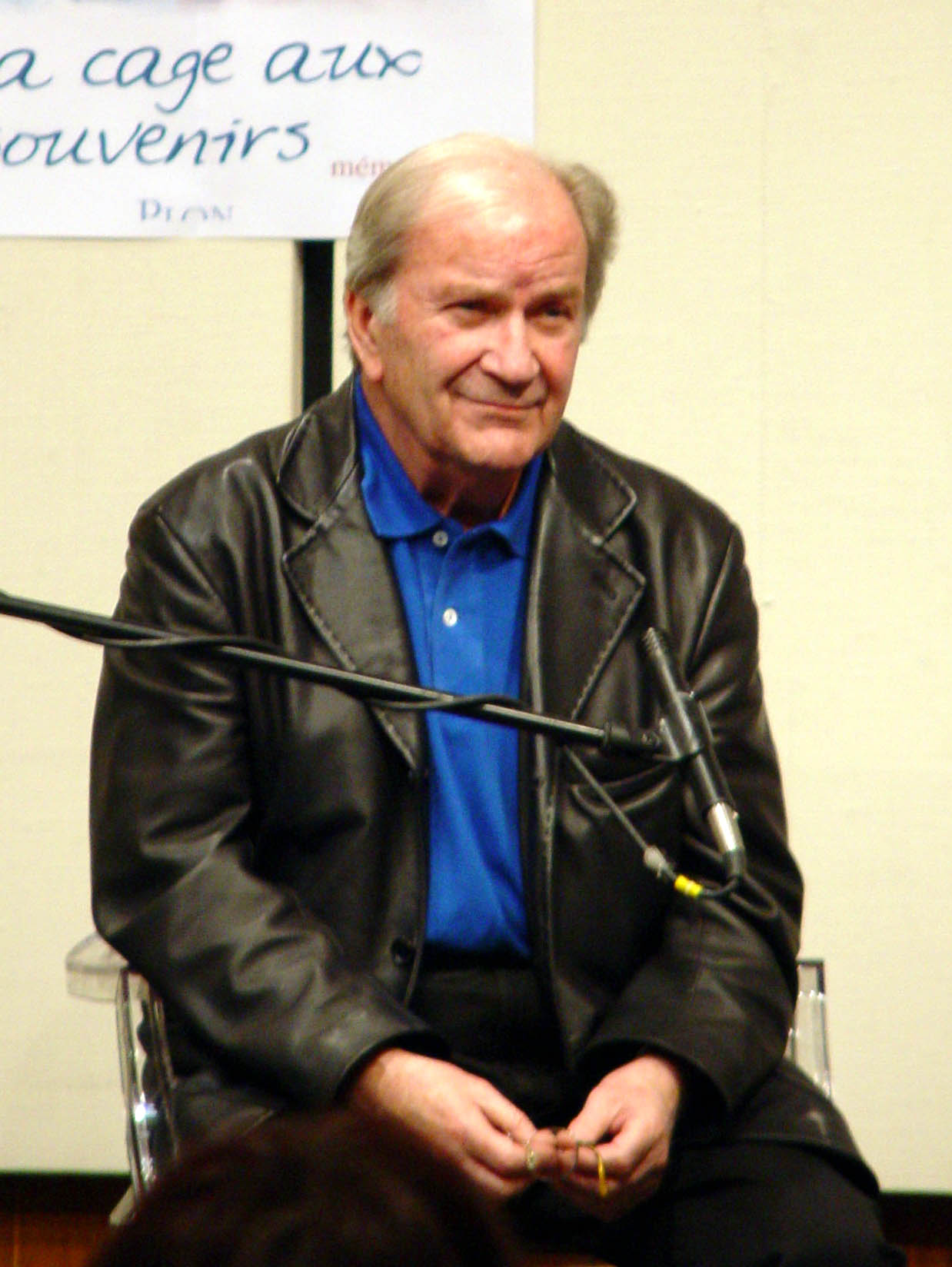
Pierre Mondy (1925–2012)

### Mondz
- Mondzain, Marie-José (* 1944), französische Kunsttheoretikerin und Philosophin